# Right Away
Right Away è un singolo della rock band Kansas pubblicato nel 1982. È incluso nell'album Vinyl Confessions.